# Laizé
Laizé ist eine französische Gemeinde mit 1.135 Einwohnern (Stand: 1. Januar 2022) im Département Saône-et-Loire in der Region Bourgogne-Franche-Comté. Sie gehört zum Arrondissement Mâcon und zum Kanton Hurigny (bis 2015: Kanton Mâcon-Nord). Die Einwohner werden Laizéens genannt.

## Geographie
Laizé liegt etwa zehn Kilometer nordnordwestlich von Mâcon in der Mâconnais und im Weinbaugebiet Bourgogne. Das Gemeindegebiet wird vom Fluss Mouge durchquert, in den hier auch sein Zufluss Salle (auch Tallenchant genannt) einmündet. Umgeben wird Laizé von den Nachbargemeinden Clessé im Norden, Charbonnières im Osten, Mâcon im Osten und Südosten, Hurigny im Süden, La Roche-Vineuse im Südwesten, Verzé im Westen und Südwesten sowie Saint-Maurice-de-Satonnay im Westen und Nordwesten.

## Bevölkerungsentwicklung
| Jahr                       | 1962 | 1968 | 1975 | 1982 | 1990 | 1999 | 2006 | 2013 |
| Einwohner                  | 422  | 432  | 457  | 592  | 662  | 693  | 945  | 1088 |
| Quellen: Cassini und INSEE |      |      |      |      |      |      |      |      |

## Sehenswürdigkeiten

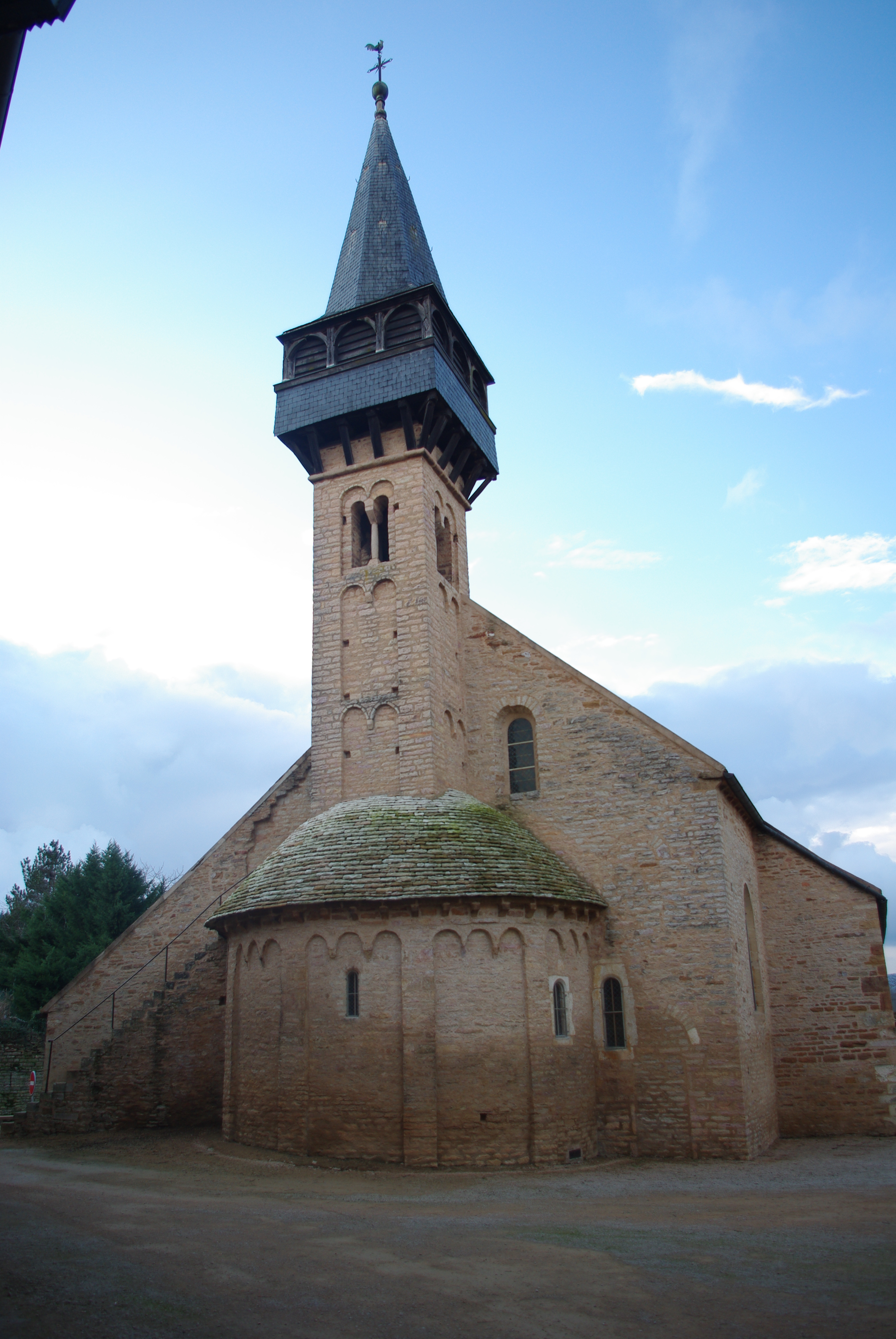
Kirche Saint-Antoine

- Kirche Saint-Antoine aus dem 11. Jahrhundert, Monument historique
- Schloss Blany
- Burg mit Donjon
- Turm Perceval aus dem 16. Jahrhundert
- Olimbrücke
- Wassermühle